# 세그먼테이션 시스템
세그먼테이션 시스템(segmentation System)는 분할되는 프로그램 블록들을 세그먼트라 하며, 각 세그먼트들의 크기는 서로 다르게 되는 것이다. 크기가 다르기 때문에 주기억장치 영역을 페이징 시스템에서와 같이 미리 분할해 둘 수는 없으며, 주기억장치에 적재될 때 빈 공간을 찾아 할당하는 기법이다.